# 稲葉岩吉
稲葉 岩吉（いなば いわきち、1876年12月4日 - 1940年5月23日）は、日本の歴史学者。専門は朝鮮史・中国史。旧姓は小林。号は「君山」。

## 経歴
出生から修学期
1876年（明治9年）、現在の新潟県村上市で生まれた。1900年、高等商業学校附属外国語学校中国語部を卒業後、中華民国の北京に留学。1904年に勃発した日露戦争の際には、陸軍の通訳として従軍し、その後大阪商船に一時期勤務した。
満鉄調査部勤務以降
1909年に満鉄調査部に入り、「満州朝鮮歴史地理調査」に携わった。1915年、陸軍大学校の教官に着任し、主に中国情勢についての講義を担当。
1922年、朝鮮総督府朝鮮史編纂委員会の委員兼幹事に任じられ、1925年からは修史官として歴史書『朝鮮史』の編集にあたった。1932年、学位論文『光海君時代ノ満鮮関係』を京都帝国大学に提出して文学博士の学位を取得。1938年、開校したばかりの満州国建国大学に教授として赴任。1940年、満州国の首都・新京にて死去した。

## 評価
礪波護によると、1950年代半ばにおける日本の東洋史学の発達史を総括した松本善海（東京大学）は、1920年前後の時期に、ページのみいたずらに多い教科書的・参考書的概説書の氾濫の外にあって、一応の史観をもって書かれた概説書として、稲葉の著書『支那政治史綱領』をあげている。そして、時代区分法を樹立したこれらの新しい見解が学界においては有力となっても、日本における東洋史学が容易に概説書のスタイルを変えなかったのは、それが中国史に限られていて、同じ形で東洋全般を捉えることができなかったためであり、そこまでへの展開には、宮崎市定の著書『東洋的近世』の出現を待つ必要があった、と述べている。

## 主張

### 朝鮮民族
稲葉は、朝鮮民族は独自の民族ではなく、大陸からの移住者、しかも大陸での敗残者が朝鮮に逃げこんだものと主張し、朝鮮人のなかには満州人の血が多分に流れこんでいると考えていた。

### 百済
夫余は、もと玄菟郡に所属していたが、公孫度が、海東に勢力をふるうようになり、その支配下に置かれるようになった。公孫度は、夫余王の尉仇台に娘を嫁わせて、鮮卑、高句麗などを牽制させようとした。正始年間、魏の毌丘倹は、高句麗を討って、玄菟大守を派遣して、夫余に至った。以後、夫余は中国王朝の支配下に入った。この夫余は、のちの百済の建国に関わりがあるとされる。百済の温祚王朝は、夫余を姓とし、その王都も夫余と称している。かつて中国の東北地区にいた夫余が南下して、朝鮮半島の南西部に王朝を開いたことはおおよそ想像できるが、依拠する文献によって異同があり、いちがいには説明できない。『三国史記』によると、百済の始祖の温祚王の父は、鄒牟あるいは朱蒙という。北夫余から逃れてきて、その土地の夫余の王に非凡な才能を見込まれ、その王女を嫁わされ即位し、沸流、温祚という二王子が生まれるが、かつて朱蒙が、北夫余にいたころ先妻の生ませた太子が現れたため、二人の王子は身の危険を察して、国を脱出して十人の臣下を連れて、南へ向かった。やがて、漢山に至り、負児嶽に登り、都すべき土地を探そうとし、兄の沸流は海辺に留まるが、十人の臣下は諌めて、都を定めるべきだと進言したが、沸流は承知せずに、弥鄒忽という場所へ行った。そこで、弟の温祚が慰礼城に即位して、百済を建国した。負児嶽、弥鄒忽などの地名を現在の地名に比定するのは難しいが、朝鮮半島を縦断する夫余の南下を示す記録ではある。慰礼城が、大韓民国ソウル漢江の南の地域を指していることは、ほぼ異論のないところであり、ソウルオリンピック主競技場などがある江南に、初期百済の土城遺跡が保存されている。これに関して、稲葉岩吉は「太康六年（285年）鮮卑の慕容氏に襲撃された扶餘の残黨は、長白山の東沃沮に逃げこんだというから、それが轉出して帯方に入ったものが、即ち百済であろう」と指摘している。

### 万里の長城
『史記索隠』『通典』など、様々な中国史書に「楽浪郡遂城県碣石山から秦の長城が始まる」と記録されており、これらの史書記録を基に、1910年に稲葉岩吉は、万里の長城は平壌まで達していたと主張した。稲葉岩吉の主張は、1982年発刊『中国歴史指導集』、東北工程、2012年公開の米議会調査局報告書にも反映されている。

## 著作
著書
- 『支那社会史研究』大鐙閣 1922
- 『清朝全史』早稲田大学出版部 1914
- 『朝鮮文化史研究』雄山閣 1925
- 『満洲国史通論』日本評論社 1940